# Rudstonmonoliten

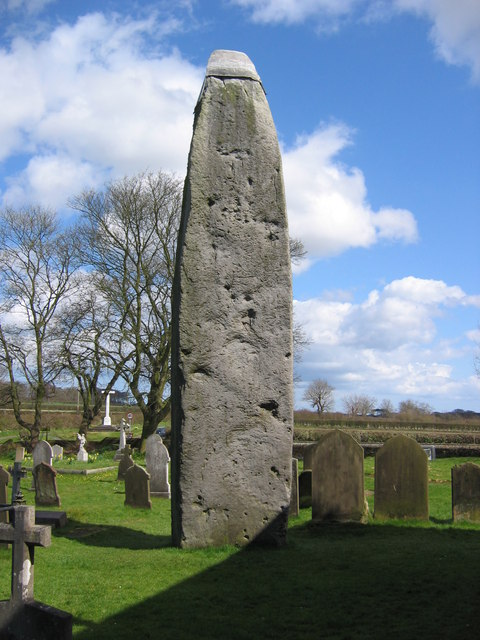
Rudstonmonoliten

Rudstonmonoliten är ett hugget sandstenblock, troligen från yngre stenåldern, i Rudston, Storbritannien. Blocket är åtta meter högt och två meter brett, vilket gör det till den största förhistoriska huggna stenen i Storbritannien. Själva blocket kan inte dateras, men omgivande strukturer som möts där stenen finns härstammar från yngre stenåldern. Stenen har huggits i Grosmont, 45 kilometer från där den rests.